# 贝克啤酒
贝克啤酒公司（Brauerei Beck GmbH & Co. KG，通稱Beck's）是一家德国啤酒品牌。

## 历史
位于德国不来梅市，创立于1873年，在2002年之前属于一个地方家族，之后被比利时酿造集团收购。贝克啤酒是德国著名品牌之一，销售量居于前五名。1992年贝克啤酒公司在中国福建建立合资工厂，1999年终止合作。2004年贝克啤酒重返中国，在中国浙江省台州市天台县，与浙江石梁啤酒公司合资建立贝克啤酒酿造基地。